# Belo Horizonte
Belo Horizonte portugalsko: [ˈbɛl(w) oɾiˈzõtʃi] ; lit. Lepo obzorje) je šesto največje mesto v Braziliji s približno 2,3 milijona prebivalcev in tretje največje metropolitansko območje s 6 milijoni prebivalcev. Je 13. največje mesto v Južni Ameriki in 18. največje v Ameriki. Metropola je zasidrana v metropolitansko območje Belo Horizonte, ki je uvrščeno med tretje najbolj naseljeno metropolitansko območje v Braziliji in 17. najbolj naseljeno v Ameriki. Belo Horizonte je glavno mesto zvezne države Minas Gerais, druge najbolj naseljene zvezne države v Braziliji. Je prvo načrtovano moderno mesto v Braziliji.
Regija je bila prvič poseljena v začetku 18. stoletja, vendar je bilo mesto, kot je znano danes, načrtovano in zgrajeno v 1890-ih, da bi nadomestilo Ouro Preto kot glavno mesto Minas Geraisa. Mesto je mešanica sodobnih in klasičnih stavb in je dom številnih sodobnih brazilskih arhitekturnih ikon, predvsem moderni kompleks Pampulha. Pri načrtovanju mesta sta Aarão Reis in Francisco Bicalho iskala navdih v urbanističnem načrtovanju Washingtona, D. C. Mesto je izvajalo pomembne programe urbane revitalizacije in prehranske varnosti, za kar je prejelo mednarodna priznanja.
Mesto je zgrajeno na več gričih in je popolnoma obdano z gorami. V neposredni okolici mesta Belo Horizonte je več velikih parkov. Park Mangabeiras (Parque das Mangabeiras), 6 km jugovzhodno od središča mesta v hribih Curral Ridge (Serra do Curral), ima širok pogled na mesto. Ima površino 2,35 km², od tega 0,9 km² pokriva avtohtoni gozd. Naravni rezervat Jambreiro Woods (Mata do Jambreiro) se razprostira na 912 hektarjih z vegetacijo, značilno za Atlantski gozd. V rezervatu živi več kot 100 vrst ptic, pa tudi 10 vrst sesalcev.
Belo Horizonte je bilo eno od mest gostiteljev svetovnega prvenstva v nogometu leta 1950 in leta 2014. Poleg tega je mesto skupaj gostilo pokal konfederacij FIFA 2013 in nogometni turnir med poletnimi olimpijskimi igrami 2016.

## Zgodovina

### Portugalska kolonizacija
Metropola je bila nekoč majhna vas, ki jo je ustanovil João Leite da Silva Ortiz, bandeirant raziskovalec iz São Paula. Raziskovalec se je v regiji naselil leta 1701 in vodil odpravo zlate mrzlice. Nato je ustanovil kmetijo, imenovano Curral d'el Rey, arhaično portugalsko za 'kraljevi koral', kar bi se v sodobni portugalščini črkovalo Curral do Rei.
Bogastvo in uspeh kmetije sta spodbudila ljudi iz okoliških krajev, da so se preselili v regijo in Curral del Rey je postal vas, obkrožena s kmetijami.
Drug pomemben dejavnik, ki je prispeval k rasti vasi, so bili ljudje, ki so se priseljevali iz regije reke São Francisco, ki so morali skozi Curral d'el Rey, da so dosegli južne dele Brazilije.
Popotniki so običajno obiskali majhno leseno kapelo, kjer so molili za varno pot, zato so kapelo poimenovali Capela da Nossa Senhora da Boa Viagem, kar pomeni 'Kapela Gospe dobre poti'. Po izgradnji Belo Horizonteja je staro baročno kapelo nadomestila neogotska cerkev, ki je postala mestna stolnica.

### Brazilsko cesarstvo in republika
Prejšnja prestolnica Minas Geraisa, Ouro Preto (kar pomeni 'črno zlato' zaradi temnih kamnin z zlatom v notranjosti, najdenih v regiji), prvotno imenovana Vila Rica ('bogata vas'), je bila simbol tako monarhične Brazilije kot cesarstva in obdobje, ko je večina brazilskega dohodka izvirala iz rudarjenja. To nikoli ni bilo všeč članom Inconfidência Mineira, republikanskim intelektualcem, ki so se zarotili proti portugalski nadvladi Brazilije.
Leta 1889 je Brazilija postala republika in dogovorjeno je bilo, da je treba vzpostaviti novo državno prestolnico, ki bo v skladu s sodobnim in uspešnim Minas Geraisom.
Leta 1893 je zaradi podnebnih in topografskih razmer Curral Del Rey izbral guverner Minas Geraisa Afonso Pena med drugimi mesti za lokacijo za novo gospodarsko in kulturno središče države pod novim imenom Cidade de Minas ali mesto iz Minasa.
Aarão Reis, urbanist iz Parája, je bil nato izbran za načrtovanje drugega načrtovanega mesta v Braziliji (prvo je Teresina). Cidade de Minas je bil slovesno odprt leta 1897, s številnimi nedokončanimi stavbami, saj je brazilska vlada določila rok za njegovo dokončanje. Lokalna oblast je s subvencijami spodbujala rast. Ponujala je brezplačne parcele in sredstva za gradnjo hiš. Zanimiva značilnost Reisovega načrta ulic v središču mesta Belo Horizonte je bila vključitev simetričnega niza pravokotnih in diagonalnih ulic, poimenovanih po brazilskih državah in brazilskih domorodnih plemenih.
Leta 1906 se je ime spremenilo v Belo Horizonte. Takrat je mesto doživljalo precejšen industrijski razmah, ki je povečal njegov komercialni in storitveni sektor. Že od samega začetka je prvotni načrt mesta delavcem prepovedoval bivanje znotraj mestnega območja, ki ga je opredeljevala Avenida do Contorno (dolga avenija, ki poteka okoli osrednjih mestnih območij).
Rezervirano za vladne uslužbence (od tod tudi ime trendovske soseske Funcionários) in omogoča pospešeno zasedbo zunaj mestnega območja, ki je že od samega začetka dobro opremljeno z infrastrukturo. Očitno prvotni načrtovalci mesta niso računali na stalno rast prebivalstva, ki se je še posebej intenzivno izkazala v zadnjih 20 letih 20. stoletja.
V 1940-ih je mladi Oscar Niemeyer zasnoval sosesko Pampulha, ki je bila zelo cenjena, naročilo pa je dobil po zaslugi takratnega župana in kmalu predsednika Juscelina Kubitscheka. Ta dva moža sta v veliki meri odgovorna za široke avenije, velika jezera, parke in štrleče obrise, ki so značilni za današnje mesto. Ameriški vladni film iz leta 1949 je pozitivno ocenil načrtovanje in gradnjo mesta.
Belo Horizonte hitro postaja regionalno trgovsko središče. Latinskoameriški raziskovalni in razvojni center Google, ki so v Belo Horizonteju, je bil odgovoren za upravljanje in delovanje nekdanjega spletnega mesta družbenega omrežja Orkut. Še naprej je narekovalec trendov v umetnosti, zlasti kar zadeva glasbo, literaturo, arhitekturo in avantgardo.

## Geografija

### Okoliška mesta in metropolitansko območje
Izraz Grande BH (Veliki Belo Horizonte) označuje katero koli od različnih definicij za metropolitansko območje Belo Horizonte. Zakonsko opredeljeno metropolitansko regijo Belo Horizonte sestavlja skupaj 34 občin in ima približno šest milijonov prebivalcev (od leta 2021 po podatkih brazilskega Nacionalnega inštituta za geografijo in statistiko (IBGE)).
Zaradi intenzivnega procesa urbanizacije, ki poteka v metropolitanski regiji, so nekatere politične meje med občinami v regiji zastarele.
Mesto je zdaj sestavljeno iz razmeroma sosednjega urbanega območja s središčem v Belo Horizonteju, ki se med drugim razteza v občine, kot so Contagem, Betim, Nova Lima, Raposos, Ribeirão das Neves, Ibirité, Santa Luzia in Sabará.
Občino na severu omejuje Vespasiano, na severovzhodu Santa Luzia, Sabará na vzhodu, Nova Lima na jugovzhodu, Brumadinho na jugu in Ribeirão das Neves, Contagem in Ibirité na zahodu.
Po trenutni geografski klasifikaciji IBGE občina spada v neposredno geografsko regijo Belo Horizonte, v vmesno geografsko regijo Belo Horizonte.

### Geologija in geomorfologija
Belo Horizonte leži na območju stika različnih geoloških serij proterozoika. Geologijo večinoma sestavljajo kristalinskne kamnine, ki dajejo pestro morfologijo pokrajine. Je v veliki geološki enoti, znani kot kraton São Francisco, ki se nanaša na obsežno jedro skorje osrednje-vzhodne Brazilije, tektonsko stabilno na koncu paleoproterozoika in obmejna območja, ki so utrpela regeneracijo v neoproterozoiku.
Prevladujejo arhejske kamnine, ki so člani kompleksa Belo Horizonte in suprakrustalne sekvence paleoproterozoika. Območje kompleksa Belo Horizonte vključuje geomorfološko enoto, imenovano Depresija Belo Horizonte, ki predstavlja približno 70 % območja občine in je najbolj izražena v severnem toku Ribeirão Arrudas. Metasedimentne kamnine so južno od toka Ribeirão Arrudas in predstavljajo približno 30 % območja Belo Horizonteja. Značilnosti tega območja so litološke raznolikosti in razgibana topografija, ki se najbolj izrazi v Serra do Curral (pogorju Corral), južni meji občine.
Njegova tla sestavljajo zaporedje plasti kamnin raznolike sestave, ki jih predstavljajo itabirit, dolomit, kvarcit, filiti in skrilavci, ki se razlikujejo od splošne smeri severozahod–jugovzhod in padajo proti jugovzhodu. Griči Belo Horizonteja so del gorovja Espinhaço in pripadajo večji gorski verigi Itacolomi. Najvišja točka v občini je v Serra do Curral, ki doseže 1538 metrov.

### Podnebje
Belo Horizonte ima zemljepisno širino 19'55" v južnem tropskem pasu. Povprečne letne temperature so med 9 in 35 °C. Köppnova podnebna klasifikacija regije je tropsko savansko podnebje (Aw), blažje zaradi nadmorske višine, z vlažnimi/toplimi poletji in suhimi/blagimi zimami, je približno 500 kilometrov od morja.
Čeprav med sezonske razlike niso tako izrazite kot v zmernih legah, je kontrast med pomladjo in poletjem ter med jesenjo in zimo. Najhladnejši mesec je običajno julij, z najnižjo zabeleženo temperaturo 3,1 °C. Najbolj vroč mesec je običajno januar.
Belo Horizonte z nadmorsko višino 852 m je precej ohlajen zaradi sorazmerno visoke nadmorske višine, ki zavira visoke najvišje temperature zraka v bližnjih mestih na nižjih nadmorskih višinah. Podnebje Belo Horizonteja je blago skozi vse leto. Temperature se gibljejo med 11 in 31 °C, povprečje pa je 22 °C. Zima je suha in večinoma sončna, poletje pa deževno.

### Parki
Center za ohranjanje in zaščito živali in rastlin je razvil tudi okoljsko izobraževalne projekte. Živalski vrt, ki obsega skupno površino 1,4 milijona kvadratnih metrov, je na sedežu fundacije in velja za enega najpopolnejših v Latinski Ameriki. Ima zbirko skoraj 900 živali, ki predstavljajo 200 vrst, iz Brazilije in drugih delov sveta, pa tudi prvo javno zavetišče za metulje v Južni Ameriki.
Ekološki park Pampulha upravlja Zoo-botanična fundacija Belo Horizonte in je bil slovesno odprt 21. maja 2004. Gre za 12 ha zelenih površin, ki ponujajo prebivalstvu in turistom stalno programiranje okoljskih, kulturnih in patrimonialno izobraževanje.
Mesto obsega 102 hektarja velik državni park Baleia, ustanovljen leta 1988, vendar še vedno ni bil izveden leta 2014.ref>MPMG aciona Justiça para assegurar implantação do Parque Estadual da Baleia em BH (v portugalščini), Ministério Público de Minas Gerais, 6. oktober 2014, arhivirano iz prvotnega spletišča dne 23. marca 2018, pridobljeno 16. januarja 2017</ref> Vsebuje del 3941 hektarjev državnega parka Serra do Rola-Moça, ustanovljenega leta 1994.

## Demografija
Po popisu leta 2022 je v mestu Belo Horizonte živelo 2.315.560 ljudi. Popis je razkril naslednje številke: 1.008.878 belcev (43,6 %), 986.302 Pardo (večrasnih) ljudi (42,6 %), 312.920 temnopoltih (13,5 %), 4.881 Azijcev (0,2 %), 2.486 Amerindijancev (0,1 %).
Metropolitanska regija Belo Horizonte, imenovana Veliki Belo Horizonte, je 3. najbolj naseljena v Braziliji, takoj za Velikim São Paulom (z 19.672.582 prebivalci, prvi v Braziliji in 5. na svetu) in Velikim Rio de Janeirom (s 14.387.000 ljudmi). Mesto je šesto najbolj naseljeno mesto v državi.
Belo Horizonte ima opazen italijanski vpliv; približno 30 % mestnega prebivalstva ima nekako italijansko poreklo. Italijanska kultura je prisotna v kulinariki, plesu in jeziku. Precejšnje skupine sestavljajo tudi ljudje nemških, španskih, francoskih in sirsko-libanonskih prednikov.

## Gospodarstvo
Belo Horizonte sprejema veliko število obiskovalcev, saj je v glavni brazilski gospodarski osi, ki vpliva tudi na druge države. Večnacionalna in brazilska podjetja, kot so Google, Deloitte, Thoughtworks, Localiza in Oi, imajo pisarne v mestu. Storitveni sektor igra zelo pomembno vlogo v gospodarstvu Belo Horizonteja, saj je odgovoren za 85 % mestnega bruto domačega proizvoda (BDP), druga industrija pa predstavlja večino preostalih 15 %. Belo Horizonte ima razvit industrijski sektor, saj je tradicionalno središče brazilske jeklarske in metalurške industrije, saj je bila država Minas Gerais vedno zelo bogata z minerali, zlasti z železovo rudo.
Belo Horizonte je distribucijsko in predelovalno središče bogate kmetijske in rudarske regije ter jedro rastočega industrijskega kompleksa. Proizvodnja je osredotočena na jeklo, jeklene izdelke, avtomobile in tekstil. Zlato, mangan in dragi kamni, izkopani v okolici, se predelujejo v mestu. Glavno industrijsko okrožje mesta je bilo v 1940-ih postavljeno v Contagem, del Velikega Belo Horizonteja. Večnacionalna podjetja, kot so FIAT (ki je odprl svojo tovarno v Betimu leta 1974), Arcelor in Toshiba, imajo podružnice v regiji, skupaj s tekstilnimi podjetji, kot so Group Rachelle Textil, Ematex in Cedro Textil, kozmetičnimi, živilskimi, kemičnimi, farmacevtskimi podjetji, pohištvenimi in ognjevzdržnimi podjetji. Med podjetji s sedežem v mestu so proizvajalec jekla Açominas (v lasti Gerdau, ene največjih multinacionalk s poreklom iz Brazilije); Usiminas; Belgo-Mineira (v lasti Arcelorja); Acesita (delno v lasti Arcelorja); mobilna komunikacija Vivo; in Telecom Italia Mobile, Dasein Executive Search, podjetje za inštruiranje vodilnih delavcev, kot tudi električno podjetje CEMIG, ki kotira na NYSE. Vodilna proizvajalca jeklarjev Sumitomo Metals iz Japonske in Vallourec iz Francije prav tako načrtujeta izgradnjo integrirane jeklarne na obrobju mesta.
Obstaja tudi veliko število malih podjetij v tehnološkem sektorju, ki so uspešna na regionalni in nacionalni ravni, zlasti na področju računalništva in biotehnologije. Zaradi vladnega in zasebnega financiranja diverzifikacije svojega gospodarstva je mesto postalo mednarodna referenca na področju informacijske tehnologije in biotehnologije, omenjajo pa ga tudi zaradi naprednih korporativnih in univerzitetnih raziskav na področju biodizelskega goriva. Število delovnih mest v informacijskem sektorju raste po letni stopnji nad 50 %. Metropolitansko območje Belo Horizonte, ki ga sestavlja 33 mest pod neposrednim vplivom prestolnice, je dom 16 % biotehnoloških podjetij v državi z letno prodajo v višini več kot 550 milijonov R$.
Projekti na teh področjih se bodo verjetno razširili zaradi povezovanja med univerzami, naftno družbo Petrobras in brazilsko vlado. Eden največjih dogodkov v mestu, srečanje Medameriške razvojne banke, se je zgodil leta 2005 in je pritegnil ljudi z vsega sveta.

## Kultura
Kulturo Brazilije je oblikovala združitev različnih avtohtonih kultur in kulturno zlitje, ki je potekalo med staroselskimi skupnostmi, portugalskimi kolonizatorji in Afričani, predvsem v brazilskem kolonialnem obdobju. V poznem 19. in zgodnjem 20. stoletju je Brazilija sprejela precejšnje število priseljencev, predvsem portugalskega, italijanskega, španskega in nemškega porekla, ki so poleg manjšega števila Avstrijcev, Arabcev, Japoncev, Poljakov, Ukrajincev, Rusov, Grkov, Kitajcev in Korejci so pomembno prispevali k oblikovanju regionalnih kultur v Braziliji in tako prispevali k njenemu trenutnemu obstoju kot pluralne in rasno raznolike družbe.
Številna portugalska dediščina vključuje jezik, kulinarične izdelke, kot so riž in fižol ter feijoada, prevladujočo vero in kolonialne arhitekturne sloge. Na te vidike pa so vplivale afriške in staroselske tradicije, pa tudi tiste iz drugih zahodnoevropskih držav. Nekateri vidiki brazilske kulture so prispevki italijanskih, španskih, nemških, japonskih in drugih evropskih priseljencev. Indijansko ljudstvo in Afričani so prav tako igrali pomembno vlogo pri oblikovanju brazilskega jezika, kuhinje, glasbe, plesa in vere.
To raznoliko kulturno ozadje je pomagalo prikazati številna praznovanja in festivale, ki so postali znani po vsem svetu, kot sta brazilski karneval in Bumba Meu Boi. Pisana kultura ustvarja okolje, zaradi katerega je Brazilija vsako leto priljubljena destinacija za številne turiste.
Belo Horizonte ima številne muzeje, vključno z muzejem Mineiro, zgodovinskim muzejem Abílio Barreto, Muzejem umetnosti in izdelave, Prirodoslovnim muzejem in botaničnimi vrtovi UFMG, Telefonskim muzejem, Umetniškim muzejem Pampulha, Mineraloškim muzejem profesorja Taylorja Gramkeja in Konservatorij UFMG. Tu je bila leta 1970 ustanovljena lutkovna gledališka skupina Giramundo, ki še naprej vzdržuje Lutkovni muzej, v katerem je zbirka njihovih stvaritev.
Palácio das Artes, slovesno odprt leta 1970, obsega tri gledališča, tri umetniške galerije, kinodvorano, knjigarno, kavarno in fotografski razstavni prostor.
Naravoslovni muzej in botanični vrt hranita pomemben zaklad ljudske umetnosti, Rojstvo Pipiripau. S 600.000 m² zelenih površin je Naravoslovni muzej in botanični vrt UFMG (MHN-JB) privilegiran ekološki prostor, ki obiskovalcem omogoča bogato, multidisciplinarno doživetje narave.

### Arhitektura
Belo Horizonte ima več pomembnih kulturnih znamenitosti, mnoge od njih so v okrožju Pampulha, kjer so opazni primeri brazilske sodobne arhitekture. Pod vodstvom takratnega župana mesta Juscelina Kubitscheka so arhitekti in umetniki, kot so Oscar Niemeyer, krajinar Burle Marx in slikar Candido Portinari, tukaj začeli z vrsto moderne arhitekture in umetnosti, ki se je močno razvila pozneje z gradnjo nove brazilske prestolnice Brasilia, ki jo prav tako vodi zdajšnji predsednik Juscelino (aka JK). V kompleksu Pampulha je mogoče videti poti tega novega arhitekturnega gibanja. Moderno in protomoderno arhitekturo je mogoče videti tudi po vsem Belo Horizonteju, bodisi v simboličnih stavbah iz 1950-ih, kot so Edificio Acaiaca, Conjunto JK, Hotel Amazonas in nekdanji Hotel Excelsior, ki odražajo moderno kulturo prve načrtovane prestolnice Brazilije.
Območje parka Pampulha vključuje enega največjih nogometnih stadionov na svetu, stadion Mineirão, in cerkev Frančiška Asiškega, splošno znano kot Igreja da Pampulha, ki jo je zasnoval brazilski modernistični arhitekt Oscar Niemeyer. V Pampulhi je tudi kampus Universidade Federal de Minas Gerais, katere stavbe same pomembno prispevajo k arhitekturi mesta. Druge pomembne stavbe sta Mesbla in Niemeyerjeva stavba.
V središču mesta so znamenitosti cerkev São José, Praça da Estação (Praça da Estação), ki je stara železniška postaja, ki je danes tudi Muzej umetnosti in obrti, Mestni park, znameniti trg Sete de Setembro, kjer obelisk, zgrajen leta 1922, obeležuje sto let brazilske neodvisnosti od Portugalske. V bližini osrednjega območja, v soseski Lourdes, je lurška bazilika primer gotskega sloga. Cerkev Nossa Senhora de Fátima v soseski Santo Agostinho stoji na trgu Carlos Chagas. Obe cerkvi se imenujeta cerkev Assembléia in trg Assembléia zaradi njune bližine zakonodajni skupščini države.
Poleg središča mesta je okrožje Savassi, znano po odličnih restavracijah in kot središče kulturnih dogodkov ter najboljšega nočnega življenja v mestu. Tam so številne znamenitosti, kot je Praça da Liberdade (Trg svobode) in njegove okoliške stavbe, vključno z nekdanjim izvršnim uradom guvernerja, imenovanim Palácio da Liberdade (Palača svobode), prva stavba, ki je bila dokončana med načrtovanim mestom razvoj v poznih 1890-ih.
Vladni uradi so se leta 2010 preselili v Cidade Administrativa. Ta kompleks sestavlja nekaj masivnih stavb tik izven mesta. Dandanes se 'palače' spreminjajo v muzeje. Še vedno na Savassiju, stičišče številnih družbenih skupin, zlasti mladih, je Praça da Savassi (Savassijev trg), ki ni ravno trg, ampak bolj križišče med dvema glavnima avenijama (Getúlio Vargas in Cristóvão Colombo), in združuje nekaj najbolj prometnih barov in pubov (imenovanih lokalno botecos ali botequins) v mestu.
Druga pomembna znamenitost je Praça do Papa (Papežev trg), ki je na visoki točki južno od središča mesta, s čudovitim razgledom na celotno mesto. Imenuje se po 1. juliju 1980, obisku Janeza Pavla II., ki je tam imel mladinsko mašo. Bližnji Parque das Mangabeiras (Park Mangabeiras) je bogat z divjimi živalmi in ima – zaradi velikosti – lastno avtobusno storitev, ki vozi izključno znotraj meja parka. Ob nedeljah je avenija Afonso Pena največja tržnica na prostem v Latinski Ameriki. To je tržnica umetnosti in obrti, najbolj znana kot Feira Hippie (hipijevski sejem). Vsako nedeljo zjutraj 70.000 obiskovalcev najde hrano, pijačo, oblačila, pohištvo, uhane, čevlje in skoraj vse ostalo.

### Hrana in pijača
Regionalna hrana Minas Gerais in zdaj mednarodno znana pijača cachaça sta zelo priljubljeni in visoko ocenjeni v prestolnici.
Belo Horizonte je mednarodno znan kot 'prestolnica sosedskih barov'.
Mesto vsako leto od leta 1999 gosti festival Comida di Buteco (točilniška hrana v približnem prevodu), v katerem komisija izbere 41 barov, ki jih obišče, nato pa na podlagi tematske sestavine vsakega leta izbere tistega z najboljšimi predjedmi.
Festival je tako uspešen, da je bila njegova blagovna znamka že prodana v drugih 21 regijah v Braziliji (Belém, Belo Horizonte, Brasília, Campinas, Curitiba, Florianópolis, Fortaleza, Goiás, Juiz de Fora, Manaus, Montes Claros, Poços de Caldas, Porto Alegre , Recife, Ribeirão Preto, Rio de Janeiro, Salvador, São José do Rio Preto, São Paulo, Uberlândia e Vale do Aço).
V soseskah in območjih Savassi, Lourdes, Mercado Central, Santa Tereza in Pampulha je koncentrirana večina mestnih restavracij in barov.